# Đại học Osaka
Đại học Osaka  (大阪大学 (Đại Phản Đại học) Ōsaka daigaku), thường được gọi tắt là  (阪大 (Phản Đại) Handai), là một đại học quốc gia của Nhật Bản có các trụ sở tại Suita, Toyonaka, và Minoh, Osaka. Đây là trường đại học cổ xưa thứ sáu ở Nhật Bản. Khi mới thành lập, trường này có tên Trường Y khoa Tỉnh Osaka.

## Người gốc, người liên quan
tốt nghiệp đại học hoặc cao học
- Hideki Yukawa, Giải Nobel Vật lý 1949
- Akira Yoshino, Giải Nobel Hóa học 2019
- Tadamatsu Kishimoto, Giải thưởng Crafoord 2009
- Toshio Hirano, Giải thưởng Crafoord 2009
- Osamu Hayaishi, Giải Wolf về Y học 1986
- Hidesaburo Hanafusa, Giải thưởng Albert Lasker cho nghiên cứu y học cơ bản 1982
- Shizuo Akira, Giải thưởng Robert Koch 2004
- Hiroshi Ishiguro, nhà khoa học robot
- Akio Morita, người sáng lập Sony

sinh viên đại học 
- Kenichi Fukui, Giải Nobel Hóa học 1981

giáo viên 
- Yoichiro Nambu, Giải Nobel Vật lý 2008
- Tasuku Honjo, Giải Nobel Sinh lý và Y khoa 2018